# Молочне (Євпаторійський район)
Моло́чне (до 1945 року — Тереклі-Конрат, крим. Terekli Qoñrat) — село Євпаторійського району Автономної Республіки Крим.

## Найкоротший трамвайний маршрут світу
у 1989—2014 року для довезення відпочивальників від пансіонату «Береговий» до моря у селі Молочному діяла трамвайна лінія довжиною 1800 метрів. Курсував тільки вагончики «Gotha» німецького виробництва 1957 й 1959 року випуску. Трамвай щодня виконував 30 рейсів з 3000 пасажирами.

## Історія
Біля Молочного виявлено залишки скіфського городища, поблизу села Вітине знайдено святилище того ж часу.